# 1261

## Събития
- начало на управлението на Абасидите в Кайро
- Възстановена е Византийската империя